# Cyphomeris
Genre
Classification APG III (2009)
Cyphomeris est un genre de plantes à fleurs appartenant à la famille des Nyctaginaceae.
Son aire de répartition naturelle s’étend du centre-sud des États-Unis au centre du Mexique.

## Espèces[1]
- Cyphomeris crassifolia (Standl.) Standl.
- Cyphomeris gypsophiloides (M.Martens & Galeotti) Standl.